# Contea di Calhoun (Texas)
La contea di Calhoun, in inglese Calhoun County, è una contea dello Stato USA del Texas. Al censimento del 2000 la popolazione era di 20 647 abitanti. Il capoluogo di contea è Port Lavaca. La contea deve il suo nome a John C. Calhoun, membro del Senato degli Stati Uniti.

## Geografia fisica
Lo United States Census Bureau certifica che l'estensione della contea è di 2.673 km², di cui 1.327 km² composti da terra e 1.346 km² composti di acqua.

## Infrastrutture e trasporti

### Strade
- U.S. Highway 87
- State Highway 35 (Texas)
- State Highway 185 (Texas)

## Contee confinanti
- Contea di Jackson (Texas) - nord
- Contea di Matagorda (Texas) - est
- Golfo del Messico - sud-est
- Contea di Aransas (Texas) - sud-ovest
- Contea di Refugio (Texas) - ovest
- Contea di Victoria (Texas) - nord-ovest

## Storia
La Contea di Calhoun è stata istituita il 4 aprile 1846, ed è stata formata da parte dei territori delle contee di Victoria, Jackson e Matagorda.

## Città
- Point Comfort
- Port Lavaca
- Seadrift